# Salario mínimo

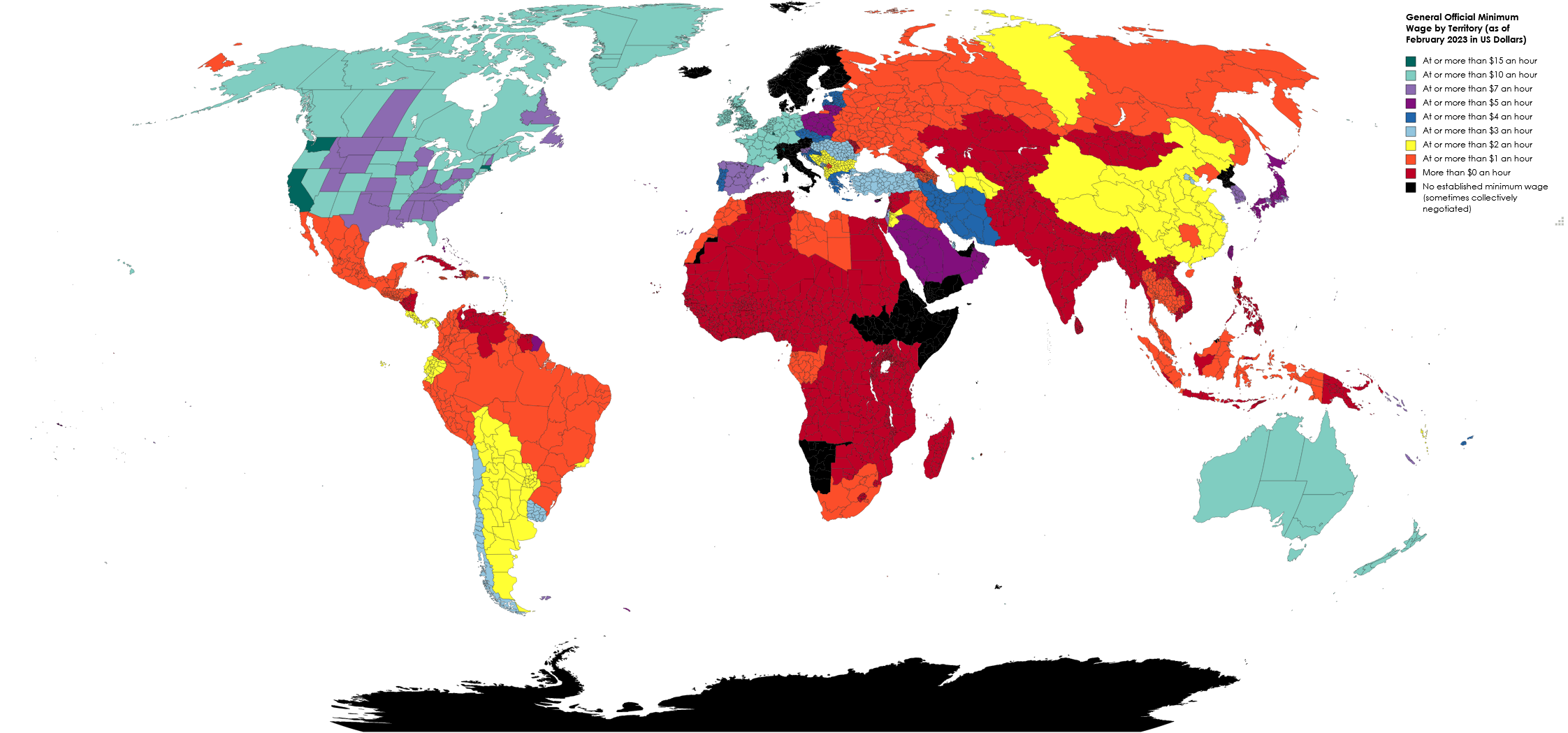
Salario mínimo por horas en 02/2023 (USD)

La remuneración mínima, salario mínimo o sueldo mínimo es la cuantía mínima de remuneración que un empleador está obligado por ley a pagar a sus asalariados por el trabajo que éstos hayan efectuado durante un período determinado, cuantía que no puede ser rebajada ni en virtud de un convenio colectivo ni de un acuerdo individual. En más del 90 % de los Estados miembros de la Organización Internacional del Trabajo (OIT) existe un salario mínimo.
Esta reglamentación fue establecida por primera vez en Australia y Nueva Zelanda en el siglo XIX. Cada país suele establecer las normas legales que regulan el salario mínimo y los mecanismos para determinar periódicamente su monto, generalmente en forma anual.
Generalmente se expresa en unidades monetarias por jornada de trabajo; por ejemplo, que no se puede pagar menos de 6 euros/dólares/pesos a un trabajador por cada hora de trabajo. 
El salario mínimo, en términos reales, es susceptible al tipo de cambio, debido a que durante devaluaciones monetarias los salarios pierden poder adquisitivo, y la inflación. Muchas veces, los aumentos en el salario mínimo buscan restablecer el mismo poder de compra existente antes de una devaluación o periodo inflacionario.
La normativa sobre salarios mínimos, con sus diferencias, está presente en la casi totalidad de los países del mundo, y su objetivo, explícito o no, es la reducción de la desigualdad de salarios.
En los últimos años, varios países han reformado sus políticas de salario mínimo ante el aumento del costo de vida y la presión social por garantizar un ingreso digno. Algunos gobiernos han optado por vincular el salario mínimo al concepto de "salario vital", entendido como aquel que permite cubrir las necesidades básicas de una persona o familia, incluyendo alimentación, vivienda, educación y salud. Países como Alemania, Corea del Sur, Chile y Nueva Zelanda han implementado incrementos significativos, mientras que en Estados Unidos ha habido una tendencia a subir el salario mínimo a nivel estatal y municipal ante la falta de consenso federal. Además, organismos como la Organización Internacional del Trabajo (OIT) y el Programa de las Naciones Unidas para el Desarrollo (PNUD) han promovido marcos para evaluar el impacto del salario mínimo en la reducción de la pobreza y la desigualdad, resaltando la importancia de ajustar estos montos de manera periódica y conforme a criterios económicos y sociales.

## Diversidad internacional
Existe una importante diversidad en cuanto al alcance, incidencia y niveles de salario mínimo entre países, aunque la población objeto de cobertura suele ser la misma. Suele tratarse de trabajadores con bajos niveles de calificación, mayormente jóvenes y mujeres, personas que trabajan a tiempo parcial, obreros o empleados de los sectores comercio, restaurantes y hoteles.
La fijación del salario mínimo puede ser por ley o por acuerdos de negociación colectiva, hecho que dependerá de la normativa vigente en cada país. Otra fuente de heterogeneidad importante en la normativa sobre salario mínimo de cada país es la cobertura: el salario mínimo puede fijarse para todo el país (Francia, Reino Unido, entre otros) o puede diferir entre regiones (Estados Unidos, Canadá, y otros), así como puede diferir según la rama de actividad considerada (tal es el caso de, por ejemplo, Italia y Alemania). También existe una gran diversidad entre países en cuanto al ajuste del salario mínimo: en algunos países el salario mínimo se ajusta por inflación (Bélgica, Francia, etc), pero también puede ajustarse de acuerdo a la evolución de los salarios promedio (España, Japón, etc) o administrativamente por parte del gobierno. 
Es de destacar también las diferencias que se observan en cuanto a la relevancia del salario mínimo en cada país; hay acuerdo entre los economistas de que el porcentaje de trabajadores que recibe el salario mínimo en relación con el total de trabajadores es un buen indicador de la restricción o relevancia del mismo.

## Historia
La regulación del salario mínimo fue establecida por primera vez en el estado australiano de Victoria, en la Employers and Employes Act de 1890, y fue producto de levantamientos obreros para recriminar y legalizar un salario mínimo a percibir por un trabajo realizado. Desde entonces, diferentes movimientos obreros y sindicatos de trabajadores y otros colectivos han estado presentes en la legalización y establecimiento del concepto salario mínimo en prácticamente todos los países del mundo, con diferentes resultados.
El salario mínimo debe garantizar al trabajador el acceso a la vivienda, los artículos en la canasta básica de alimentos, así como la compra de vestuario, transporte y útiles escolares para sus hijos. El establecimiento de un salario mínimo, sumado a la reducción de la jornada laboral a no más de ocho horas diarias y a no más de 40 horas semanales, debería permitir incrementar notablemente el nivel de vida de las familias de la clase trabajadora y pasar a formar parte de la clase media.

## Efectos económicos del salario mínimo
Los costos y beneficios de los salarios mínimos legales son aún objeto de debate. Hay diversas teorías económicas acerca de las consecuencias del salario mínimo. Según ellas, las consecuencias pueden ser positivas o negativas.Los efectos económicos del salario mínimo dependerán de las características del mercado laboral en el que este se aplica.
Los modelos del mercado de trabajo que asumen la existencia de competencia perfecta destacan particularmente los aspectos negativos del salario mínimo sobre el nivel de empleo. Según estos modelos, de tradición neoclásica, el salario mínimo reduce la demanda de trabajadores por parte de las empresas que se ven obligadas a pagar mayores salarios. Es de resaltar que estas conclusiones se basan en el supuesto de que el salario mínimo se establece en niveles mayores a los de equilibrio. De hecho, bajo la concepción neoclásica basada en modelos de competencia perfecta, cabe la posibilidad de que fijar salarios mínimos no tenga efectos negativos sobre el nivel de empleo: esto podría suceder en el caso de que el mínimo fijado sea inferior al salario de equilibrio competitivo.
Otros desarrollos teóricos, como ser el modelo de monopsonio (con empresas con poder de mercado o con problemas de movilidad de los trabajadores) o los modelos de búsqueda y emparejamiento, muestran que la fijación de salarios mínimos en ocasiones podrían llevar a aumentos en la cantidad de trabajadores contratados.
El modelo de monopsonio sirve a los efectos de ilustrar este punto. Autores como el economista Edward Manning sostienen que este modelo se ajusta mejor a la realidad del mercado de trabajo que el de competencia perfecta donde la oferta de trabajo es perfectamente elástica. Al ejercer las firmas poder de mercado en el mercado de trabajo o al bien enfrentar una curva de oferta que no es infinitamente elástica, se puede modelizar utilizando un monopsonio. Esto implica que las empresas no toman los salarios como dados, sino que tienen poder de fijación sobre los salarios eligiendo una combinación de trabajo y salario que le permita maximizar sus ganancias.
Este resultado lo obtiene del problema de maximización de beneficios. La empresa presenta una función de producción f(L) que utiliza el insumo trabajo, esta producción se vende a un precio p, por lo que sus ingresos son iguales a la producción por el precio. Estos ingresos sustraídos los costos, en el caso simple de un solo input, es igual a los ingresos menos la masa salarial (salarios por cantidad de factor).
Π = p f(L) – w(L) L
La condición de primer orden que surge de derivar esta función es:
p f’(L) = w(L) + w’(L) L
Que representa el costo marginal de contratar. Esta curva se ubica por encima en el par de ejes (x,y) de la curva de salarios y con mayor pendiente. La cantidad de trabajo se determina en la intersección de las curvas de demanda de trabajo (Ld) y del costo marginal de contratar (CmgL), sin embargo, el salario se fija en el nivel que corresponde a esa cantidad de trabajo obtenida en la curva de salarios ordinaria. Por lo tanto, tenemos niveles de empleo y de salarios menores que en competencia perfecta. De esto surge, que la fijación de un salario mínimo puede aumentar los niveles de empleo y de salario en la medida en que se aproxime al nivel de competencia perfecta. En caso de superarlo se genera desempleo. Un consecuencia natural de este modelo es, entonces, que el gobierno podría fijar un nivel de salario mínimo óptimo capaz de maximizar los niveles de empleo y salarios conjuntamente (bajo este marco general, sería el salario de competencia perfecta).
Al incorporar fricciones en los modelos de análisis del mercado laboral, como ser rentas de la ocupación del puesto de trabajo, se observa que los efectos del salario mínimo en el empleo en realidad dependen del nivel de partida del salario mínimo. Cuando este se fija inicialmente en montos relativamente bajos, los aumentos posteriores no necesariamente serán desfavorables para el empleo y la producción; por el contrario, si en la situación inicial el salario mínimo se establece en montos relativamente elevados, es probable que los aumentos subsiguientes ejerzan un impacto negativo en los niveles de contratación. El respaldo empírico a estos modelos es significativo, particularmente debido al realismo de sus puntos de partida. La existencia de fricciones en el mercado de trabajo es frecuente en la economía debido a, entre otros factores, la existencia de costos de transporte, costos de búsqueda de trabajo, entrenamiento en el puesto de trabajo, capital humano específico a la empresa o poder de mercado en el bien producido por las empresas, no existencia de sindicatos fuertes, barreras a la entrada al mercado, etc.
El salario mínimo afecta también a la calidad del empleo, dado su impacto en el tipo de puestos de trabajo ofrecidos. Desde este punto de vista, la fijación de un salario mínimo puede mejorar la asignación de recursos de la economía, estimulando la creación de empleos con mayores niveles de productividad.
El efecto del salario mínimo sobre la estructura de empleos de la economía ha sido estudiado por Acemoglu (2001), quien desarrolló un modelo en el que existen dos tipos de puestos de trabajo: “trabajos buenos” y “trabajos malos”. Acemoglu plantea que los trabajos buenos tienen mayor productividad, por lo que crear puestos “buenos” es más caro para las empresas que crear puestos de trabajo “malos”. Teniendo en cuenta esto, es esperable que los salarios negociados entre empresarios y trabajadores sean más altos en el caso de los trabajos buenos. En esta situación, sería de esperar que el equilibrio de mercado competitivo conduzca sistemáticamente a la creación de muy pocos empleos buenos, por lo que introducir un salario mínimo levemente más elevado que el límite inferior de la distribución de salarios hace posible mejorar el bienestar social gracias a un aumento en el número de buenos empleos. Este mismo resultado es obtenido también por Cahuc y Michel (1996), quienes plantearon un modelo de crecimiento endógeno en el que la introducción del salario mínimo logra mejorar el bienestar social al generarle a la población un fuerte incentivo a la acumulación capital humano (considerada muy positiva para el crecimiento económico).
Por otro lado, si se mira el impacto del salario mínimo en la desigualdad de ingresos, podría decirse que un aumento del salario mínimo tendrá efectos ambiguos sobre esta variable. Si bien es esperable que el salario mínimo permita que muchas personas reciban un salario más alto, y que esto favorezca la reducción de la desigualdad entre los trabajadores, también es posible que la destrucción de empleos (posible consecuencia de la introducción de un salario mínimo) haga posible la reducción de los ingresos de aquellos trabajadores que pierdan su puesto de trabajo, aumentando la desigualdad. Respecto a esto, una investigación hecha para Uruguay por Amarante, Vigorito y Salas (2009) muestra que el salario mínimo ha tenido un impacto más bien reducido en la distribución de los salarios, generando una leve mejora. Dos años más tarde, para el mismo país, un estudio hecho con otra estrategia empírica reveló que el salario mínimo no tuvo efectos en la distribución de los salarios. A pesar de esto, es de destacar que el salario mínimo sí suele tener efectos positivos en la reducción de la brecha de género entre trabajadores; varios estudios recientes (Bargain et al, 2018; Broadway y Wilkins, 2017) encuentran evidencia de que la brecha de género se reduce al aumentar el salario mínimo, y que esta reducción será mayor en aquellos sectores de actividad en los que la presencia de trabajadoras es menor al promedio de la economía.
En resumen, el salario mínimo tiene posibles consecuencias tanto positivas como negativas sobre la economía:
Consecuencias positivas que se le suelen atribuir al salario mínimo:
- Reducción del trabajo mal pagado, que puede ser visto como explotación laboral, es decir injusto y de explotación.
- Reducción de la dependencia de los trabajadores que perciben salarios más bajos de las ayudas estatales, hecho que puede dar lugar a una reducción de impuestos.
- Aumento de la productividad, ya que se fomenta la inversión en capital y formación, desincentivando el empleo de mucha mano de obra.

Consecuencias negativas que se le suelen atribuir al salario mínimo:
- Aumento del desempleo para los que perciben salarios bajos,[11] ya que los costes de los sueldos más altos incentivan la reducción del número de empleados. Sin embargo algunos autores refutan esta afirmación.[12]
- Aumento del subempleo o de la economía informal, especialmente en aquellos países donde no existe seguro de desempleo y la capacidad de control sobre el mercado de trabajo por parte del estado es baja.
- Aumento de los precios de los bienes y servicios básicos: gran parte del costo de estos bienes corresponde a mano de obra.

Evidencia empírica
La evidencia empírica muestra que en los países desarrollados (integrantes de la OCDE) existe una correlación positiva entre salario mínimo y empleo, lo que parece avalar a las conclusiones de los modelos de monopsonio y de búsqueda y emparejamiento. Sin embargo, es de destacar que esta aparente relación entre mayores salarios mínimos y menor desempleo no es causal; es probable que exista simultaneidad en la determinación de ambas variables, por lo que hay problemas de causalidad que aún deben resolverse. Una investigación llevada adelante por Benmelech et al (2018) buscó verificar el cumplimiento empírico del modelo de monopsonio. El estudio concluye que existe una relación negativa entre los salarios pagados a los trabajadores y el poder de mercado de las empresas empleadoras, relación negativa que se intensifica en aquellas situaciones en que existe poca sindicalización; también encuentran evidencia de que a mayor concentración de mercado por parte de las empresas, menor será el vínculo entre aumentos del salario y crecimiento de la productividad.
Con un diseño cuasi-experimental, Card y Krueger (1994) encuentran que los restaurantes de comida rápida, que suelen contratar trabajadores de baja calificación y con fuerza de trabajo homogénea, aumentan la cantidad de trabajadores contratados ante aumentos en el salario mínimo.
Los aumentos en los salarios mínimos tienen efectos ambiguos sobre la desigualdad (por sus efectos contrarios sobre los salarios y el nivel de empleo), e impactan de forma también heterogénea al empleo de trabajadores con distinto nivel de salario inicial. Usando datos longitudinales de trabajadores franceses y estadounidenses, Abowd, Kramar y Margolis (1999) estudian los cambios en la probabilidad de transición desde y hacia el desempleo ante aumentos del salario mínimo. Encuentran que en Francia, los trabajadores cuyo salario es superado por el nuevo salario mínimo tienen mayor probabilidad de convertirse en desempleados que aquellos trabajadores cuyo salario está por encima del nuevo mínimo; en Estados Unidos, encuentran que ante caídas del salario mínimo, aquellos trabajadores cuyo salario queda por encima del nuevo mínimo tienen una probabilidad más alta de provenir del desempleo (la baja del salario mínimo aumentó sus posibilidades de empleo). Por su parte, un estudio de DiNardo, Fortin y Lemieux (1996) encuentra evidencia de que la caída del poder adquisitivo del salario mínimo durante los 80' ha sido uno de los factores más influyentes en el aumento de la desigualdad que Estados Unidos vivió durante esa década.

## África

### Marruecos
Entre 2008 y 2012, el salario mínimo interprofesional en Marruecos (SMIG) aumentó de 9,66 DH/hora a 12,24 DH/h (+26,7 %) o sea 2428 DH/200 h (= 219,92 euros, o 276,4 dólares estadounidenses). El salario mínimo Marroquí es el segundo más alto del continente africano (después del salario mínimo sudafricano).

## América

### América del Sur

#### Argentina
En Argentina, de acuerdo con la Ley de Contrato de Trabajo, el «salario mínimo vital y móvil» se define como ‘la menor remuneración que debe percibir en efectivo el trabajador sin cargas de familia, en su jornada legal de trabajo, de modo que le asegure alimentación adecuada, vivienda digna, educación, vestuario, asistencia sanitaria, transporte y esparcimiento, vacaciones y previsión’. El valor del SMVM se determina de manera tripartita (entre sindicalistas, empresarios y funcionarios del Gobierno) en el marco del Consejo Nacional del Empleo, la Productividad y el Salario Mínimo Vital y Móvil, el cual es fijado por el Poder Ejecutivo, y se aplica obligatoria y proporcionalmente también a menores de edad. El monto es de pago mensual y correspondiente a la jornada legal máxima permitida de 48 horas semanales.
Para octubre de 2020 el salario mínimo vital y móvil es de $18.900 (ARS), y con una tasa de ARS/USD de 177.00 el salario mínimo es de 106,7 dólares mensuales. Para octubre de 2019 el salario mínimo es $16.875 (ARS), y con una tasa de ARS/USD de 65.00 el salario mínimo es de 259,6 dólares mensuales.
Para marzo de 2019 el salario mínimo es $12.400 (ARS), y con una tasa de ARS/USD de 44.30 el salario mínimo es de 279,90 dólares mensuales. En septiembre de 2018 el salario mínimo es de $10 700 (ARS), y con una tasa de ARS/USD de 41,23 el salario mínimo es de 267,5 dólares mensuales.

#### Brasil

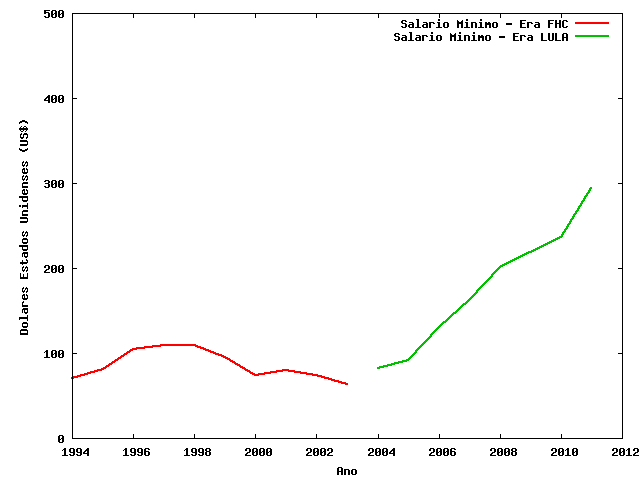
Evolución del valor del salario mínimo brasileño

El salario mínimo en Brasil (en portugués «salário mínimo») se fija para periodos de un año desde enero y su periodicidad de pago es mensual.
A partir de enero de 2021 el salario mínimo es de 1100 reales

#### Bolivia
En Bolivia, el sueldo mínimo se denomina 'Salario Mínimo Nacional', lo cual solo el Ministerio de Economía y Finanzas Públicas de Bolivia regulariza y dispone los aumentos. En el 2019, el salario mínimo de Bolivia es el quinto más alto de Sudamérica, después de haber ocupado durante varias décadas el último puesto en la región.
El aumento del Salario Mínimo Nacional es promulgado mediante Decreto supremo por el Presidente de Bolivia cada 1 de mayo en homenaje y conmemoración al "Día del Trabajador Boliviano". Cabe mencionar también que el estado boliviano realiza el incremento salarial de acuerdo a la inflación del año anterior.
| Año  | Salario Mensual | Promedio diario | Variación anual | Inflación anual | Equivalencia en US$ Dólares | Equivalencia en € Euros | Normativa            | Referencias                        |
| 2010 | Bs 680          | Bs 22           | 5 %             | 7,18 %          | US$ 97 dólares              | € 73 euros              | Decreto Supremo 0497 | [ 21 ] [ 22 ] [ 22 ] [ 23 ] [ 24 ] |
| 2011 | Bs 815          | Bs 27           | 20 %            | 6,9 %           | US$ 117 dólares             | € 80 euros              | Decreto Supremo 0809 | [ 25 ] [ 26 ] [ 27 ] [ 28 ] [ 29 ] |
| 2012 | Bs 1000         | Bs 33           | 22,6 %          | 4,54 %          | US$ 145 dólares             | € 110 euros             | Decreto Supremo 1213 | [ 28 ] [ 30 ] [ 31 ] [ 32 ] [ 33 ] |
| 2013 | Bs 1200         | Bs 40           | 20 %            | 6,48 %          | US$ 173 dólares             | € 132 euros             | Decreto Supremo 1549 | [ 29 ] [ 34 ] [ 35 ] [ 36 ] [ 37 ] |
| 2014 | Bs 1440         | Bs 48           | 20 %            | 5,19 %          | US$ 207 dólares             | € 152 euros             | Decreto Supremo 1988 | [ 38 ] [ 39 ] [ 40 ] [ 41 ] [ 42 ] |
| 2015 | Bs 1656         | Bs 55           | 15 %            | 2,95 %          | US$ 240 dólares             | € 214 euros             | Decreto Supremo 2346 | [ 43 ] [ 44 ] [ 45 ] [ 46 ] [ 47 ] |
| 2016 | Bs 1805         | Bs 60           | 9 %             | 4 %             | US$ 261 dólares             | € 235 euros             | Decreto Supremo 2748 | [ 48 ] [ 49 ] [ 50 ] [ 51 ] [ 52 ] |
| 2017 | Bs 2000         | Bs 66           | 10,8 %          | 2,71 %          | US$ 287 dólares             | € 245 euros             | Decreto Supremo 3161 | [ 53 ] [ 54 ] [ 55 ] [ 56 ] [ 57 ] |
| 2018 | Bs 2060         | Bs 68           | 3 %             | 1,51 %          | US$ 300 dólares             | € 260 euros             | Decreto Supremo 3544 | [ 58 ] [ 59 ] [ 60 ] [ 61 ]        |
| 2019 | Bs 2122         | Bs 70           | 3 %             |                 | US$ 307 dólares             | € 273 euros             | Decreto Supremo 3889 | [ 62 ] [ 63 ] [ 64 ] [ 65 ]        |

#### Chile
En Chile, el sueldo mínimo (que se denomina «ingreso mínimo mensual») se ajusta cada año durante el mes de junio, comienza a regir desde el mes de julio y se fija de antemano un incremento cada 6 meses.  El monto del pago es de carácter mensual y correspondiente a la jornada legal máxima permitida de 45 horas semanales, en caso de exceder esa cifra horaria, estas se cancelarán como horas extras con un 50 % de recargo sobre la hora promedio trabajada. Se calcula que este sueldo lo ganan el 20 % de la población chilena más vulnerable, la que muchas veces trabaja solo media jornada, es por esta razón que actualmente se discute denominarlo «ingreso mínimo ético», sus defensores luchan porque esta cifra sea sacada desde una fórmula que vuelva más relevante la alta cifra del producto interno bruto, equivalente a USD 20,113 PIB PPP renta per cápita, que equivale a USD 1676 mensuales, por esto sus defensores exigen actualmente un ingreso mínimo ético de $376 000 CLP (USD 572,63), equivalente a la tercera parte del PIB PPP mensual.
La Ley número 21.283, fija el ingreso mínimo mensual de $326 500 CLP brutos y con una tasa de cambio en noviembre de 2020 de $734.21 pesos por dólar quedaría en ≈USD 440 dólares por 180 horas trabajadas al mes, con un máximo de 45 horas trabajadas a la semana.
La Ley número 21.456, desde el 1 de enero de 2023 fija el ingreso mínimo mensual de $410 000 CLP brutos. unos ≈USD480 dólares
Colombia
| Gráfico no disponible temporalmente debido a problemas técnicos.                             |                                                                  |
| Crecimiento del salario mínimo en Colombia entre 2010 y 2021. (En Dólares de Estados Unidos) |                                                                  |
|                                                                                              | Gráfico no disponible temporalmente debido a problemas técnicos. |

El salario mínimo en Colombia es el «salario mínimo mensual legal vigente (SMMLV)» el cual se reajusta antes de iniciar un nuevo año por un valor porcentual que en ningún caso puede ser inferior al Índice de Precios al Consumidor (IPC) o inflación causada el año inmediatamente anterior. El SMMLV se paga en periodos que no pueden superar al mes por un valor proporcional al periodo trabajado sobre el total de la asignación salarial mensual. En 2021, el salario es de $908.000 pesos por una jornada laboral de 48 horas a la semana a una tasa de cambio en noviembre de 3458 equivale a 260 USD.
De acuerdo a la legislación laboral vigente, todos los empleados de entidades oficiales y empresas privadas que devenguen hasta 2 SMMLV y que residan en poblaciones donde se preste el servicio público de transporte, tienen derecho a un subsidio de $ 106400 pesos. Adicional a esto el trabajador recibe del empleador un salario adicional al año correspondiente a cesantías, que son consignadas en un fondo a elección del trabajador y un salario adicional al año llamado prima de servicios que se paga la mitad en junio y la otra en diciembre. También el trabajador recibe un beneficio de caja de compensación familiar, el cual le ayuda al empleado para adquirir vivienda, salud y para actividades recreativas.

##### Salario por año
| Año | Tasa de cambio ($/US$)* | Salario diario ($) | Salario mensual ($) | Variación % anual ** | Inflación anual | Equivalencia en US$ al mes | Auxilio de transporte ($) |
| --- | ----------------------- | ------------------ | ------------------- | -------------------- | --------------- | -------------------------- | ------------------------- |
| 2010 | $1900,5                 | $17 166,66         | $515 000            | 3.64 %               | 3,17 %          | US$270.98                  | $61 500                   |
| 2011 | $1848,17                | $17 853,33         | $535 600            | 4 %                  | 3,73 %          | US$289.8                   | $63 600                   |
| 2012 | $1798,23                | $18 890            | $566 700            | 5.8 %                | 2,44 %          | US$315.14                  | $67 800                   |
| 2013 | $1869                   | $19 633,33         | $589 000            | 4.02 %               | 1.94 %          | US$ 315                    | $70 500                   |
| 2014 | $2000                   | $20 534            | $616 000            | 4.5 %                | 3.66 %          | US$ 308                    | $72 000                   |
| 2015 | $2743                   | $21 478            | $644 350            | 4.6 %                | 6.77 %          | US$ 235                    | $74 000                   |
| 2016 | $3051                   | $22 966            | $689 455            | 7 %                  | 5.75 %          | US$ 226                    | $77 700                   |
| 2017 | $2930                   | $24 590,56         | $737 717            | 7 %                  | 4,09 %          | US$ 251                    | $83 140                   |
| 2018 | $3001                   | $26 041            | $781 242            | 5,9 %                | 3,18 %          | US$ 262                    | $88 211                   |
| 2019 | $3281                   | $27 603            | $828 116            | 6 %                  | 3,8 %           | US$ 252                    | $97 032                   |
| 2020 | $3258                   | $29 260            | $877 803            | 6 %                  | 1,5 %           | US$ 227                    | $102 854                  |
| 2021 | $3487                   | $30 284            | $908 526            | 3,5 %                |                 | US$ 260                    | $106 454                  |
| 2022 | $3971                   | $33 333            | $1.000 000          |                      |                 | US$ 253.41                 |                           |
| * Tasa de cambio promedio del año ** Variación porcentual con respecto al dato del año imediatamente anterior. Fuente: Ministerio del Trabajo y decretos del Gobierno nacional. Nota: desde el 1 de julio de 1984 se unificó el salario mínimo para todos los sectores de la economía. |                         |                    |                     |                      |                 |                            |                           |

#### Ecuador
El Salario Básico Unificado para el Trabajador en General, depende de la inflación anual o mensual en el Ecuador, esto induce al Gobierno Central a cada año realizar un incremento en el mencionado Salario Básico Unificado para el sector público y el sector privado, el cual incluye los siguientes grupos: Trabajadores de la pequeña industria, trabajadores agrícolas y trabajadores de maquila, trabajadores remunerados del hogar, operarios de artesanía y colaboradores de microempresas.
El 83 % de los ecuatorianos que tiene trabajo en relación de dependencia, percibe ingresos superiores al salario básico unificado (SBU).
Además del pago mensual los trabajadores gozan de algunos beneficios sociales o económicos, tales como:
- El decimotercer sueldo: Este es percibido por todos los empleados bajo relación de dependencia laboral, cancelado hasta el 24 de diciembre de cada año para compensar las necesidades de gastos por las festividades de Navidad. Es la doceava parte de todo lo percibido en el año calendario anterior.
- El decimocuarto sueldo: Se paga en septiembre (regiones Sierra y Oriente) y en marzo (regiones Costa y Galápagos) para compensar las necesidades de gastos por ingresos a clase de las escuelas y colegios. Corresponde un salario mínimo unificado.
- Pago de utilidades: Se paga en abril, corresponde al 15 % de las utilidades netas de cada empresa privada, donde el 10 % es distribuido entre los trabajadores y el 5 % se distribuye entre las cargas familiares de los trabajadores, contándose como cargas familiares a su conviviente e hijos menores de edad legalmente reconocidos. El 85 % de las utilidades queda en beneficio de los propietarios y accionistas de las empresas privadas.
- Pago de fondos de reserva: Este beneficio puede ser otorgado directamente al empleado, o de quererlo el mismo, su empleador deberá depositarlo en el Instituto Ecuatoriano de Seguridad Social (IESS).
- Vacaciones: Con este beneficio el empleado tiene derecho a ausentarse de su lugar de trabajo por el lapso de 15 días por año, consecutivos o no, mismos que serán totalmente pagados. Dichas vacaciones pueden ser acumulables hasta por 3 años consecutivos, pero en las empresas privadas se puede permitir acumular las vacaciones por más tiempo, o se puede comprar las vacaciones a los empleados.

Tabla del salario mínimo de los tres últimos años en Ecuador:
|                                         | 2022    | 2023    | 2024 |
| --------------------------------------- | ------- | ------- | ---- |
| US$/mes                                 | US$/mes | US$/mes |      |
| Salario                                 | 425     | 450     | 460  |
| Décimo tercero + décimo cuarto (aprox.) | 71      | 75      | 77   |
| Total aproximado                        | 496     | 525     | 537  |

#### Paraguay
El salario mínimo mensual legal que rige desde el 1 de julio de 2024, es de ₲ 2 798 309 (aprox. USD 370 según cotización de julio de 2024).
El documento establece un reajuste de 4,4 % respecto al salario anterior —ajustado por última vez un año atrás—, y el jornal mínimo (diario) en ₲ 107 627 para el sector privado, en relación con el salario mínimo vigente en las actividades expresamente previstas, escalafonadas y las diversas no especificadas.

#### Perú
En el Perú el salario mínimo se denomina «Remuneración Mínima Vital» que actualmente equivale a S/ 1025 soles mensuales para el sector privado. Dicha remuneración es fijada por el Ministerio de Trabajo y Promoción del Empleo, el cual regula su variación en función a diferentes variables económicas (como la inflación acumulada desde el último incremento + la variación de la productividad multifactorial) y es aprobada mediante decreto supremo del Ejecutivo, con la participación de los principales gremios empresariales y centrales sindicales que integran el Consejo Nacional de Trabajo y Promoción del Empleo o determinado por el gobierno en caso de no haber acuerdo.
La última modificación se produjo mediante Decreto Supremo N.º 003-2022-TR publicado en el Diario Oficial El Peruano el 22 de abril de 2022, el cual dispone que el incremento se haga efectivo a partir del 1 de mayo de 2022. 
| Decreto Supremo N.º 003-2022-TR |

Tabla del salario mínimo en Perú:
| 2014               | 2015               | 2016               | 2017               | 2018               | 2019               | 2020               | 2021               | 2022                | 2025                |
| ------------------ | ------------------ | ------------------ | ------------------ | ------------------ | ------------------ | ------------------ | ------------------ | ------------------- | ------------------- |
| 750 soles (US$268) | 750 soles (US$245) | 850 soles (US$255) | 850 soles (US$260) | 930 soles (US$287) | 930 soles (US$280) | 930 soles (US$270) | 930 soles (US$255) | 1025 soles (US$266) | 1130 soles (US$301) |

#### Uruguay
En Uruguay el Salario Mínimo Nacional fue creado por el Decreto 1534/969 de 1969, que lo definía como el piso por debajo del cual no puede estar ninguna remuneración. Esta normativa tenía alcance nacional y cubría a los trabajadores asalariados privados, excluyendo a los trabajadores rurales y las empleadas domésticas. Su objetivo, explícito, era garantizar un ingreso mínimo para los trabajadores independientemente de la tarea que realicen, aunque estaba particularmente dirigido a aquellos trabajadores con menor nivel de calificaciones.
A lo largo de la historia reciente del país, los reajustes del salario mínimo han sido discrecionales. En 1986, por ejemplo, se determinó que los ajustes del salario mínimo se harían en función de la variación del Índice de Precios al Consumo; durante la vigencia de esta ley (hasta 1997), los ajustes fueron cuatrimestrales. En 1997 se estableció que los ajustes se harían entre 6 y 12 meses siempre que el IPC anual (previo al ajuste) fuera de hasta 10 %, entre 4 y 6 meses si el IPC era de entre 10 % y 23 %, y entre 3 y 4 meses si el IPC era mayor a 23 % anual.
En las primeras tres décadas, se ajustaba el Salario Mínimo Nacional de forma discrecional, este funcionaba entonces como indexador de algunas variables fiscales. Se tomaba como referencia para determinar el monto de múltiples beneficios y prestaciones brindadas por el Estado, así como para recaudar impuestos. También en el sector privado se utilizaba como referencia para el ajuste y determinación de numerosas variables: primas por antigüedad en convenios salariales, boletos subsidiados, cuotas mutuales, etc.
Una evolución descendente del Salario Mínimo Nacional en ese entonces, implicaba una mayor recaudación de impuestos para el Estado porque más salarios quedaban por encima de las franjas impositivas. Por otra parte, por el lado de los gastos del Estado, a menor Salario Mínimo Nacional, menos gastaba este en prestaciones ligadas al SMN y menor cantidad de personas lo cobraban.
Hay quienes plantean que este hecho, unido a que en la década de los 90 los sucesivos gobiernos proponían la no intervención del Estado en general y en la política salarial en particular, implicó que el SMN se utilizara más como instrumento de política fiscal que como regulador del mercado de trabajo y, por lo tanto, su valor se redujo de forma radical. Entre 1971 y 2004 el salario mínimo en términos reales se redujo en un 80 % y dejó de ser representativo en el mercado de trabajo, al punto de que en 2004 solo el 3 % de los asalariados cobraban menos de un SMN.
Debido a lo anterior, en 2004 se creó por ley (Ley 17.856) la Base de Prestaciones y Contribuciones (BPC), con el objetivo de que funcionase como medida para sustituir al SMN como referencia de distintos ajustes. La BPC equivalía al valor del SMN cuando se creó, y sustituyó todas las referencias al SMN en el ordenamiento jurídico vigente como base de aportación a la seguridad social, como monto mínimo o máximo de prestaciones, y como unidad de cuenta o indexación.
Una vez que se crea la BPC, la evolución del Salario Mínimo Nacional se separó totalmente de la evolución de la BPC, permitiendo una rápida recuperación real del poder adquisitivo del Salario Mínimo. Se puede entender entonces que hubo una decisión política de recuperar al SMN como regulador del mercado de trabajo. A partir de esa decisión, el SMN aumentó de manera muy importante, pasando de 42 dólares en enero de 2004 a 297 dólares en 2011, como se observa en la Tabla. En términos reales, entre diciembre de 2004 y julio de 2011 el SMN aumentó un 190 %, es decir, que casi se triplicó.
La evolución ascendente continuó, alcanzando en enero de 2018 462 dólares americanos (13.430 pesos uruguayos)
Algunos estudios muestran que la medida de revalorización de los salarios mínimos contribuyó en la caída de la desigualdad de ingresos en Uruguay entre los años 2007 y 2009.
Tabla del Salario Mínimo Nacional en Uruguay:
|                 | 2000    | 2001    | 2002    | 2003    | 2004    | 2005    | 2006    | 2007    | 2008    | 2009    |
| Pesos Uruguayos | 1060,00 | 1092,00 | 1110,00 | 1145,00 | 1242,00 | 2050,00 | 2617,50 | 3075,00 | 3416,00 | 4441,00 |
| Dólares USA     | 89,98   | 86,26   | 74,00   | 40,53   | 41,68   | 75,93   | 104,91  | 121,78  | 156,70  | 179,43  |
|                 |         |         |         |         |         |         |         |         |         |         |
|                 | 2010    | 2011    | 2012    | 2013    | 2014    | 2015    | 2016    | 2017    | 2018    | 2019    |
| Pesos Uruguayos | 4799    | 6000    | 7200    | 7920    | 8960    | 10000   | 11150   | 12265   | 13430   | 15000   |
| Dólares USA     | 241,76  | 297,03  | 358,21  | 403,05  | 412,90  | 412,37  | 367,99  | 413,94  | 462,31  | 461,75  |
|                 |         |         |         |         |         |         |         |         |         |         |
|                 | 2020    | 2021    |         |         |         |         |         |         |         |         |
| Pesos Uruguayos | 16300   | 17930   |         |         |         |         |         |         |         |         |
| Dólares USA     | 437     | 423     |         |         |         |         |         |         |         |         |

#### Venezuela
En Venezuela, el monto del salario mínimo al mes de jornada laboral fue establecido directamente por el Ejecutivo Nacional el 4 de junio de 1974, que se publicó en la Gaceta Oficial Nro. 30415 el Decreto Ley Nro. 122, actualmente se indica según mandato establecido en el artículo 91 de la Constitución Nacional y de acuerdo a la Ley, con su respectiva publicación en la Gaceta oficial. El Salario Mínimo Mensual en Venezuela en el año 2022 es de Bs. 130,00 y adicionalmente se otorga un bono por concepto de alimentación, que tiene un valor de Bs. 45,00. Este bono, puede ser pagado en efectivo o en una tarjeta electrónica, el cual puede ser canjeado por el trabajador en cualquier establecimiento expendedor de alimentos.
El cálculo equivalente del salario mínimo en Venezuela a dólares o cualquier otra moneda extrajera es muy complejo, ya que existen dos tasas de cambio, en donde una es la oficial. Aunque el gobierno usa para la conversión a dólares la tasa oficial, cada día son más los bienes que se adquieren calculados sobre la base de la tasa no oficial, lo cual genera que el poder adquisitivo del venezolano sea el más bajo de la región. Debido a las múltiples tasas de cambio, existe una diferencia entre el valor oficial y el valor real del mercado. La hiperinflación existente, obliga al ejecutivo nacional a un aumento del salario mínimo varias veces en el transcurso de un año.
Es importante resaltar, que la canasta básica familiar en Venezuela, es según el Centro de Documentación y Análisis para los Trabajadores (Cendas) y el Centro de Documentación y Análisis Social de la Federación Venezolana de Maestros (Cendas-FVM) para diciembre del 2022 es de Bs. 7.870,00 equivalente a 60 salarios mínimos y 45 salarios integrales.

##### Salario nacional en otras monedas

###### Tasa oficial
| Banco Central de Venezuela (26 de diciembre del 2022) | Banco Central de Venezuela (26 de diciembre del 2022) | Banco Central de Venezuela (26 de diciembre del 2022) | Banco Central de Venezuela (26 de diciembre del 2022) | Banco Central de Venezuela (26 de diciembre del 2022) | Banco Central de Venezuela (26 de diciembre del 2022) |
| ----------------------------------------------------- | ----------------------------------------------------- | ----------------------------------------------------- | ----------------------------------------------------- | ----------------------------------------------------- | ----------------------------------------------------- |
| País                                                  | Divisa                                                | Tasa                                                  | Salario mínimo (130,00 Bs.)                           | Bono Alimentación (45,00 Bs.)                         | Total (175,00 Bs.)                                    |
| Estados Unidos                                        | Dólar                                                 | 16,57                                                 | 7,85                                                  | 2,72                                                  | 10,57                                                 |
| Unión Europea                                         | Euro                                                  | 17,59                                                 | 7,39                                                  | 2,56                                                  | 10,15                                                 |
| China                                                 | Yuan                                                  | 2,37                                                  | 54,85                                                 | 18,99                                                 | 73,84                                                 |
| Rusia                                                 | Rublo                                                 | 0,24                                                  | 541,67                                                | 187,50                                                | 729,17                                                |
| Turquía                                               | Lira                                                  | 0,89                                                  | 146,07                                                | 50,56                                                 | 196,63                                                |

###### Tasa de cambio libre
| Tasa de cambio libre (26 de diciembre del 2022) | Tasa de cambio libre (26 de diciembre del 2022) | Tasa de cambio libre (26 de diciembre del 2022) | Tasa de cambio libre (26 de diciembre del 2022) | Tasa de cambio libre (26 de diciembre del 2022) | Tasa de cambio libre (26 de diciembre del 2022) |
| ----------------------------------------------- | ----------------------------------------------- | ----------------------------------------------- | ----------------------------------------------- | ----------------------------------------------- | ----------------------------------------------- |
| País                                            | Divisa                                          | Tasa                                            | Salario mínimo (130,00 Bs.)                     | Bono Alimentación (45,00 Bs.)                   | Total (175,00 Bs.)                              |
| Estados Unidos                                  | Dólar                                           | 17,82                                           | 7,30                                            | 2,53                                            | 9,83                                            |
| Unión Europea                                   | Euro                                            | 19,07                                           | 6,82                                            | 2,36                                            | 9,18                                            |

### América del Norte

#### Estados Unidos

Salarios mínimos en Estados Unidos por hora, en todos los estados.

En Estados Unidos, la FLSA (Fair Labor Standards Act: Acta de Normas Justas de Trabajo) establece el salario mínimo, la remuneración por sobretiempo, el mantenimiento de registros, y las condiciones para el trabajo de jóvenes que afectan a los trabajadores de jornada completa y parcial en el sector privado así como en el gobierno federal, estatal y local.
Para el 2013 el salario mínimo federal es de US$ 7.25 por hora, sin embargo cada estado se reserva el derecho a fijar su propio salario mínimo, el cual puede ser superior al fijado por el gobierno federal (California, Connecticut, Illinois, Maine, Massachusetts, Míchigan, Nevada, Nuevo México, Ohio, Oregón, Rhode Island, Vermont, Washington, Washington D. C.) o no regulado, en donde aplica el salario mínimo federal (Alabama, Luisiana, Misisipi, Carolina del Sur y Tennessee).
La remuneración por horas extras no debe ser menor que una y media veces el salario regular, y se debe pagar si se exceden las 40 horas de trabajo semanales.

#### México
El salario mínimo por día que rige en el país lo establece la Comisión Nacional de Salarios Mínimos (CONASAMI) mediante resoluciones publicadas en el Diario Oficial de la Federación, según lo disponen los artículos 123 de Constitución Política de los Estados Unidos Mexicanos y 570 de la Ley Federal del Trabajo.
Hasta 2016 la sigla VSMGZ (Veces el Salario Mínimo General Vigente en la Zona) era un valor utilizado en México, por ejemplo en la fijación de multas o de aranceles, como módulo para fijar importes que se van actualizando a medida que cambia el salario mínimo.
A partir del 28 de enero de 2017 el Salario Mínimo General vigente dejó de ser utilizado en México como unidad de cuenta, índice, base, medida o referencia para determinar cuantía o pagos de obligaciones y supuestos previstos en las leyes federales. En su lugar, ahora se considera a la Unidad de Medida y Actualización que determina el INEGI y se publica en el Diario Oficial de la Federación.
“Los salarios mínimos que deberán disfrutar los trabajadores serán generales o profesionales. Los primeros regirán en las áreas geográficas que se determinen; los segundos se aplicarán en ramas determinadas de la actividad económica o en profesiones, oficios o trabajos especiales. El salario mínimo no podrá ser utilizado como índice, unidad, base, medida o referencia para fines ajenos a su naturaleza.”
Por su parte, los salarios mínimos profesionales son establecidos por el Consejo de Representantes de la Comisión Nacional de los Salarios Mínimos, contempla una lista de 61 actividades económicas, oficios y trabajos especiales. Algunos ejemplos (2021) de esto son: Albañil $213.39 MXN en la ZLFN y $163.46 MXN en el Resto del país; Plomero $213.39 MXN en la ZLFN y $157.34 MXN en el Resto del país; Reportero $317.29 MXN en la ZLFN y $317.29 MXN en el Resto del país; Velador $213.39 MXN en la ZLFN y $146.79 MXN en el Resto del país.
A principios de 2016, (de acuerdo al Servicio de Administración Tributaria), el salario mínimo diario quedó en $73.04 MXN y el salario mínimo mensual en $2,220.42 MXN, por lo tanto a un tipo de cambio en febrero de 2016 de MXN/USD 19,21 para una jornada laboral de 8 horas, el sueldo es de 3,80 USD por día y 115,58 USD al mes. De acuerdo a lo anterior México tenía uno de los salarios más bajos de Latinoamérica.
En 2017 se estableció el salario mínimo en $80.04 MXN diarios (un 9,5 % de aumento con respecto a 2016) pero el aumento de la canasta básica durante 10 meses consecutivos acumuló un 14 % en desmedro de la alimentación del pueblo mexicano. En 2018 el valor fue de $88.36 MXN diarios (unos $2,650 MXN mensuales). En 2019 en la Zona Libre de la Frontera Norte fue de $176.72 MXN diarios. Para el resto del país, el salario mínimo general fue de $102.68 MXN. En 2020 en la Zona Libre de la Frontera Norte fue de $185.55 MXN diarios o $5,643.81 MXN mensuales (297,45 USD). Para el resto del país, el salario mínimo general fue de $123.22 MXN o $3,747.94 MXN mensuales (197,53 USD). En 2021 en la Zona Libre de la Frontera Norte el salario mínimo es de $213.39 MXN diarios o 6453,38 pesos mensuales (321 USD). Para el resto del país es de $141.70 MXN o 4265,17 pesos mensuales (213,2 USD).
En 2022 en la Zona Libre de la Frontera Norte el salario mínimo es de $260.34 MXN diarios o $7914.33 mensuales (395.71 USD). Para el resto del país es de $172.87 MXN o $5255.24 mensuales (262.76 USD).
A partir del 1 de enero de 2023 en la Zona Libre de la Frontera Norte el salario mínimo es de $312.41 MXN o $9497.26 mensuales (474.86 USD). Para el resto del país es de $ 207.44 MXN o $6306.17 mensuales (315.30 USD).

#### Evolución del salario mínimo en México
| AÑO                             | 2012                 | 2013                 | 2014                 | 2015                 | 2016                 | 2017                 | 2018                 | 2019                 | 2020                 | 2021                 | 2022                 | 2023                 |
| ------------------------------- | -------------------- | -------------------- | -------------------- | -------------------- | -------------------- | -------------------- | -------------------- | -------------------- | -------------------- | -------------------- | -------------------- | -------------------- |
| Zona libre de la frontera norte | -                    | -                    | -                    | -                    | -                    | -                    | -                    | $5372.28 (US$276.78) | $5641.02 (US$300.37) | $6487.05 (US$326.47) | $7914.33 (US$385.31) | $9497.26 (US$479.41) |
| Resto del país                  | $1891.79 (US$149.54) | $1968.70 (US$154.65) | $2045.00 (US$156.70) | $2131.04 (US$146.06) | $2220.41 (US$123.83) | $2433.21 (US$117.43) | $2686.14 (US$141.22) | $3121.47 (US$160.81) | $3745.88 (US$199.46) | $4286.40 (US$215.72) | $5255.24 (US$258.87) | $6306.17 (US$318.33) |

### América Central

#### Guatemala
En Guatemala el mínimo depende del sector de actividad, siendo el de menor cuantía el de las actividades agrícolas. A este mínimo se suma una bonificación por incentivo. para 2020 así se definirá el salario mínimo
| Actividades económicas    | Salario mensual | Bonificación incentivo | Total salario mensual |
| ------------------------- | --------------- | ---------------------- | --------------------- |
| Actividades agrícolas     | 2742,37         | 250                    | 2992,37               |
| Actividades no agrícolas  | 2825,10         | 250                    | 3075,10               |
| exportadoras y de maquila | 2581,77         | 250                    | 2831,77               |

#### Honduras
En Honduras se define el mínimo de acuerdo a la rama de actividad económica y al tamaño de la empresa en número de trabajadores, siendo el salario mensual de menor consideración el de las empresas entre uno a diez empleados, cuya actividad es agricultura, silvicultura, caza y pesca
El 1 de enero de 2020 entró en vigencia el nuevo salario mínimo en el territorio hondureño.
En la actividad agricultura, silvicultura, caza y pesca, el salario para las empresas de 1 a diez empleados, será de 6,762.70 lempiras, de 11 a 50 empleados 7,131.33, de 51 a 150 trabajadores 7,664.52 y de 151 en adelante 8,211.30 lempiras.
Para la explotación de minas y canteras, las empresas 1 a 10 trabajadores 9,239.11, de 11 a 50 empleados 9,516.30, de 51 a 150 trabajadores 10,903.93 lempiras y de 150 en adelante 11,865.72 lempiras.
Mientras que para las empresas de servicios comunales, sociales y personales, seguridad y limpieza de 1 a diez empleados 9,196.54 lempiras, de 11 a 50 trabajadores 9,472.44, de 51 a 150 empleados 10,853.66 y de 151 en adelante 11,811.04.

#### El Salvador
Según decreto ejecutivo números 103, 104,105 y 106, Diario Oficial No 119 tomo 400 del 1 de julio del 2013, se dio por concluida la negociación para el incremento del salario mínimo llevada a cabo por Consejo Nacional del Salario Mínimo y la intermediación del Ministerio de Trabajo.
A partir del 1 de enero del 2017, en El Salvador entró en vigencia la nueva tabla del salario mínimo. Los trabajadores del Comercio y Servicio gozarán de un salario de U$300 mensuales, en maquila textil y confección el nuevo salario mínimo será de U$295.50 y para los trabajadores agropecuarios, el salario mínimo será de U$200 mensuales.

#### Costa Rica
En Costa Rica el salario se define de acuerdo a la ocupación, correspondiendo el mínimo a trabajadores en ocupación no calificada, con retribución diaria, y calculando el cómputo mensual sobre una base de 26 días
Para el año 2020 el salario mínimo quedó fijado en ₡ 316 964 colones que a una tasa de cambio de 570 colones por dólar equivale a 553 dólares

#### Panamá
En Panamá, el salario mínimo se revisa cada dos años, tal como se establece en el artículo 174 del Código de Trabajo, que señala que este procedimiento se hará atendiendo la recomendación de la Comisión Nacional del Salario Mínimo y por decreto del Órgano Ejecutivo.
La Comisión Nacional del Salario Mínimo está integrada por miembros principales y suplentes del Estado, del Consejo Nacional de la Empresa Privada (Conep) y de la Cámara Panameña de la Construcción (Capac) por la parte empleadora.
En Panamá existen 33 tasas, 88 tipos de actividades económicas y 11 ocupaciones, es decir que el salario mínimo de cada persona dependerá de la tasa por hora, de acuerdo con el tipo de trabajo que desempeñe, según el área.
El Decreto Ejecutivo n.º 1 de 10 de enero de 2024, determina que el salario mínimo del mercado será de B/.636.80 Balboas.

### Caribe

#### República Dominicana
Salario mínimo nacional para los trabajadores está determinado por resoluciones del Comité Nacional de Salarios (CNS), y depende del tipo y del tamaño de la empresa en que trabajan. Para el sector privado no sectorizado, hay tres categorías. La primera categoría aplica a empresas cuyas instalaciones o existencias, o el conjunto de ambos elementos, igualen o excedan de la cifra de cuatro millones de pesos dominicanos (RD$4 000 000). La tercera categoría aplica a empresas cuyas instalaciones o existencias, o el conjunto de ambos elementos, no excedan de la cifra de dos millones de pesos dominicanos (RD$2 000 000). La segunda categoría corresponde a empresas que caen entre los dos grupos mencionados. También hay una tarifa especial por jornada de 10 horas para trabajadores agrícolas, así como una categoría especial para vigilantes privados. Existe una escala con tres categorías para hoteles, casinos, restaurantes y negocios afines. Los trabajadores de las zonas francas, y los de la industria azucarera también son considerados por separado.
El tres de julio del 2013 fue pactado un aumento a los salarios mínimos para el sector privado no sectorizado de 14 %. Este aumento fija el salario mínimo mensual para la primera categoría en RD$11 298, el de la segunda categoría en RD$7,765 y el de la tercera categoría en RD$6,88. Además, el salario mínimo para trabajadores agrícolas por jornada de 10 horas se fija en RD$234, mientras que el salario mensual de los vigilantes privados sube a RD$9,526.[cita requerida]
La tasa de cambio del peso dominicano flota dependiendo de las fuerzas del mercado. Por ejemplo, a septiembre del 2015, un dólar de EE. UU. equivalía alrededor de 45.04 pesos dominicanos.
Actualmente el salario de una jornada laboral normal establecida por la ley es de POR 9000 pesos

#### Puerto Rico
El salario mínimo en Puerto Rico tradicionalmente se dejaba guiar por el mínimo determinado por el Departamento del Trabajo de Estados Unidos. De acuerdo con esa entidad, el salario mínimo federal que es de $7.25 por hora o $1200 USD mensuales (€1135), fue también por 12 años el salario mínimo en Puerto Rico. No obstante, a partir del 1.º de enero de 2022, el Gobierno del Estado Libre Asociado de Puerto Rico, mediante una ley, ordenó incrementarlo en todo el archipiélago puertorriqueño a $8.50. Esto es independientemente de que siga siendo $7.25 el salario mínimo federal en los Estados Unidos, ya que los estados y territorios pueden legislar localmente para elevar sus salarios mínimos a partir del salario mínimo federal.

#### Cuba
En Cuba el salario mínimo mensual es de entre $ 2100 pesos cubanos, lo que serían unos 17.5 dólares. además de esto, los cubanos recibían una libreta de alimentación que cubría las necesidades básicas.

#### Jamaica
En Jamaica desde el 1 de agosto de 2018 el salario mínimo quedó establecido en 7000 Dólares jamaiquinos por semana. lo que es equivalente a aproximadamente (50) dólares americanos por semana, o USD 200 por mes.

## Asia

### Japón
En Japón, por ley, está implementado el sueldo mínimo y el último cambio realizado fue en octubre de 2016. El valor en yenes varía de ¥714 a ¥932 por hora para todos los trabajadores (ciertas industrias son priorizadas y deben pagan mejores sueldos). También están vigentes los pagos por horas extras, días feriados y bonos por temporada. Para el año 2016 el sueldo mínimo anual, expresado en dólares estadounidenses, era de $41 500 de ingreso bruto (unos ¥4 150 000). Las ciudades con mayor remuneración son Tokio (¥900 /$9 por hora) seguido por Kanagawa.

## Europa
El salario mínimo oscila de manera importante entre los distintos países europeos. Dentro de la Unión Europea, 22 de los 27 países que la componen cuentan con un salario mínimo (todos excepto Austria, Chipre, Dinamarca, Italia y Suecia). Dentro de los países de la Unión Europea que tienen establecido un salario mínimo hay también importantes diferencias ya que, en 2020, el país con un salario mínimo más elevado es Luxemburgo, con 2141,99 euros al mes; mientras que el salario mínimo en Albania es solamente de 209,1 euros al mes.
El 7 de junio de 2022 el Parlamento Europeo y el Consejo Europeo (y los gobiernos de los distintos países) alcanzan un acuerdo sobre la directiva relativa a los salarios mínimos adecuados. El acuerdo no fija una cifra -hay muchas diferencias entre los países de la UE- pero si criterios para fijar salarios mínimos por ley reforzando la negociación colectiva. Se pretender fijar unos requerimientos mínimos para garantizar un ingreso mínimo que dé a los trabajadores y sus familias un nivel de vida digno.

### Alemania
En 2013, Alemania fijó un salario mínimo de 8,5 euros la hora que se implantaría a partir del año 2015. En 2017, era de 8,84 euros a la hora, lo que suponía 1498 euros al mes para una jornada de 39,1 horas semanales.

### España
En España, el «salario mínimo interprofesional» (SMI) es el sueldo mínimo legal que un trabajador puede cobrar independientemente de la dedicación profesional de la persona. Se expresa en unidades monetarias por día, mes o año de trabajo. Se publica anualmente en el Boletín Oficial del Estado.
El salario mínimo se introdujo en España en 1963 a propuesta de Jesús Romeo Gorría, Ministro de Trabajo del IX Gobierno de la dictadura franquista, mediante el Decreto 55/1963. El propósito era garantizar remuneraciones justas para todos los trabajadores, adaptando los salarios a las condiciones laborales y económicas y abogando por la equidad salarial.
Para el establecimiento del salario mínimo de cada año se consideran de manera conjunta el índice de precios al consumo (IPC), la productividad media nacional, el incremento de la participación del trabajo en la renta nacional y la situación económica analizada de forma general. Podrá ser modificado semestralmente si hay variaciones sobre el presupuesto del IPC.
Según la categoría profesional y los convenios laborales sectoriales o empresariales adoptados podrá ser aumentada dicha cantidad o también podrá ser reducida si el trabajador se encuentra en ciertas situaciones de formación. Las relaciones laborales y precisiones se encuentran expresadas en el Estatuto de los trabajadores.
En diciembre de 2011, el Gobierno de Mariano Rajoy congeló el salario mínimo interprofesional por primera vez desde su implantación. En diciembre de 2013, se volvió a tomar la decisión de congelar el salario mínimo.
La mayor subida en años recientes fue en 2019, con una subida del 22 %, quedando fijado el SMI en 30 euros/día y 900 €/mes en 14 pagas anuales (1050 €/mes en 12 pagas).
Para 2023, el Gobierno de España aprobó un SMI de 1080 euros/mes en 14 pagas anuales (1260 €/mes en 12 pagas). Esta cantidad se refiere al salario bruto, correspondiente a un trabajo a jornada completa (40 horas semanales). Si se realizase una jornada inferior, se percibirá a prorrata.

### Francia
En Francia el salario mínimo en 2017 era de 9,76 euros por hora, lo que en una jornada semanal de 35 horas hacía un total de 1480,27 euros al mes.

### Grecia
En Grecia el salario mínimo en 2017 era de 683,76 euros al mes. (586,08 euros en 14 pagas). Cabe mencionar que el salario tuvo una rebaja de 876,62 a 683,76 euros al mes en febrero de 2012, debido a la crisis de la deuda soberana en Grecia. Desde entonces, no ha experimentado ninguna variación.

### Portugal
En Portugal el salario mínimo en 2017 era de 649,83 euros al mes. (557 euros en 14 pagas).

### Reino Unido
En Reino Unido el salario mínimo desde el 1 de abril de 2017 es de 7,50 libras la hora para mayores de 25 años, lo que en una jornada semanal de 38,1 horas hace un total de 1238,25 libras al mes.

## Oceanía

### Australia
En Australia el salario mínimo es ajustado por el departamento gubernamental "fair work Australia" o Trabajo Justo Australia. El 1 de julio de 2016 se ajustó a AUD$17,70 por hora, por una jornada semanal de 38 horas. Resulta a AUD$672,70 por semana. Equivalente a 2200 dólares estadounidenses por mes (2057 euros por mes). Es costumbre pagar a los trabajadores en la empresa privada cada jueves y a los empleados del estado cada quincena. Además cada trabajador recibe un mínimo de 6 días pagados por año en caso de enfermedad y cuatro semanas pagadas para vacaciones, con un 17,5 % bono. Es costumbre trabajar 40 horas por semana en vez de las 38 horas mínimas y ahorrar las dos horas trabajadas extra cada semana, así se toman un día lunes pagado por mes. Estas son las condiciones mínimas. Muchos trabajadores reciben mejor remuneración y mejores condiciones. Por ejemplo un sistema popular es trabajar 4 días durante 12 horas diarias y tomarse los siguientes 4 días libres. Los mineros que trabajan en lugares remotos, por ejemplo, trabajan tres semanas y se toman una semana libre. Las empresas mineras los llevan en avión a su ciudad, pagando los pasajes.

## Países sin salario mínimo
Algunos países no establecen un salario mínimo por ley, entre ellos Dinamarca, Italia,  Austria, Finlandia, Suecia, Islandia, Noruega y Suiza; y son los trabajadores y sindicatos quienes negocian con los empleadores. En estos países los salarios son mayores que el salario vital, y los salarios no están regulados por los Estados, en lugar de estos son los trabajadores y empleadores quienes deciden cual es el pago justo para cada sector.
En Suecia, por ejemplo, los sindicatos tienen una conferencia anual con las asociaciones de empleadores. Estos contratos son obligatorias de seguir de por ley. Debido al modelo nórdico de bienestar, el ingreso comienza en 17 192 coronas suecas, equivalentes a unos 2000 euros mensuales.

## Conceptos salariales relacionados

### Salario máximo
La cuantía del salario mínimo ha sido propuesta como referencia para establecer un salario máximo.

### Salario vital
El salario vital es el ingreso mínimo necesario para que un trabajador pueda cubrir las necesidades básicas de sí mismo y de su familia, las cuales incluyen; vivienda, alimentación, servicios públicos, vestimenta, transporte, cuidado infantil, seguro médico, recreación, capacidad para poder mejorar su educación, ahorros para su retiro, costos legales, capacidad para cuidar de un pariente enfermo o un familiar mayor, entre otros.
En algunos casos los salarios mínimos pueden ser inferiores al costo de vida (salario vital, concepto designado en español también de otras maneras). En dichos escenarios el trabajador, en lugar de ganar dinero al trabajar, pierde dinero cada mes que trabaja para una empresa y cae en una trampa de pobreza, mientras los gobiernos se vuelven sirvientes de las empresas y los bancos cuando fuerzan a los trabajadores que cobran el salario mínimo a trabajar bajo la línea de pobreza y a solicitar créditos a los bancos para poder subsistir, convirtiéndolos inicialmente en trabajadores pobres debido a que subsisten bajo de la línea de la pobreza y con un déficit de ingreso y al final pierden sus casas mediante ejecuciones hipotecarias convirtiéndose en personas sin hogar. Para evitar dichos escenarios e injusticias sociales, los salarios mínimos, si los hay, deben estar sobre el nivel del salario vital.